# Oksjärvi (sjö i Kuhmois, Mellersta Finland)
Oksjärvi är en sjö i kommunen Kuhmois i landskapet Mellersta Finland i Finland. Arean är 35 hektar och strandlinjen är 4,74 kilometer lång. Sjön  ingår i Kumo älvs huvudavrinningsområde.   Den ligger omkring 81 kilometer sydväst om Jyväskylä och omkring 160 kilometer norr om Helsingfors. 